# Сабуро Кавабучи
Сабуро Кавабучи (јап. 川淵 三郎; Осака, 3. децембар 1936) бивши је јапански фудбалер.

## Каријера
Током каријере је играо за Фурукава.

## Репрезентација
За репрезентацију Јапана дебитовао је 1958. године. Учествовао је и на олимпијским играма 1964. За тај тим је одиграо 26 утакмица и постигао 8 голова.

## Статистика
| Јапан  | Јапан   | Јапан  |
| Година | Наступи | Голови |
| ------ | ------- | ------ |
| 1958.  | 2       | 2      |
| 1959.  | 9       | 3      |
| 1960.  | 1       | 0      |
| 1961.  | 6       | 1      |
| 1962.  | 6       | 2      |
| 1963.  | 0       | 0      |
| 1964.  | 0       | 0      |
| 1965.  | 2       | 0      |
| Укупно | 26      | 8      |